# Georgiano antiguo
El georgiano antiguo (ႤႬႠჂ ႵႠႰႧႭჃႪႨ, enay kartuli) es una lengua literaria de las monarquías georgianas documentada desde el siglo V. El idioma sigue en uso como lengua litúrgica de la Iglesia ortodoxa georgiana y en su mayor parte sigue siendo inteligible. El georgiano antiguo hablado dio paso a lo que se clasifica como georgiano medio en el siglo XI, que a su vez evolucionó hacia el georgiano moderno en el siglo XVIII.

## Periodización
Dentro del georgiano antiguo se distinguen dos períodos: georgiano antiguo temprano (siglos V al VIII) y georgiano antiguo clásico (siglos IX al XI). En el georgiano antiguo temprano están representados dos dialectos diferentes, conocidos como Khanmet’i (ხანმეტი, siglos V al VII) y Haemet’i (ჰაემეტი, siglos VII y VIII). Reciben estos nombres por la presencia de un prefijo de sujeto de segunda persona y un prefijo de objeto de tercera persona kh- o h- en la morfología verbal, donde el georgiano antiguo clásico tiene h-, s- o cero.

## Textos
El corpus de textos del georgiano antiguo temprano es limitado en tamaño, consistiendo en una docena de inscripciones y ocho manuscritos que contienen textos religiosos. La literatura en georgiano antiguo clásico tiene un alcance más amplio, incluyendo obras filosóficas e historiográficas.

## Inventario fonémico
El georgiano antiguo tenía 29 consonantes fonémicas y 5 vocales fonémicas. La ortografía nativa también distingue el semivocal y, que es un alófono de la vocal i en posición postvocálica.
La tabla muestra las consonantes en el Sistema de Transliteración Nacional (2002). Este sistema no marca la aspiración, y marca la glotalización con un apóstrofe. Se incluyen equivalentes en el Alfabeto Fonético Internacional entre corchetes cuando difieren.
|                      |              | Labial  | Dental/ Alveolar | Dental/ Alveolar | Alveo- palatal | Velar   | Uvular  | Glotal |
| simple               | sibil.       | Labial  |                  |                  | Alveo- palatal | Velar   | Uvular  | Glotal |
| -------------------- | ------------ | ------- | ---------------- | ---------------- | -------------- | ------- | ------- | ------ |
| Oclusivas/ Africadas | aspiradas    | p /pʰ/  | t /tʰ/           | ts /tsʰ/         | ch /tʃʰ/       | k /kʰ/  | q /qʰ/  |        |
| Oclusivas/ Africadas | glotalizadas | p’ /pˀ/ | t’ /tˀ/          | ts’ /tsˀ/        | ch’ /tʃˀ/      | k’ /kˀ/ | q’ /qˀ/ |        |
| Oclusivas/ Africadas | sonoras      | b /b/   | d /d/            | /dz/             | j /dʒ/         | g /ɡ/   | [ 3 ]   |        |
| Fricativas           | sordas       |         |                  | s /s/            | sh /ʃ/         |         | kh /χ/  | h /h/  |
| Fricativas           | sonoras      |         |                  | z /z/            | zh /ʒ/         |         | gh /ʁ/  |        |
| Nasales              | Nasales      | m /m/   | n /n/            |                  |                |         |         |        |
| Vibrante             | Vibrante     |         | r /r/            |                  |                |         |         |        |
| Lateral              | Lateral      |         | l /l/            |                  |                |         |         |        |
| Semivocales          | Semivocales  | w /w/   |                  |                  | y /j/          |         |         |        |

|          | Anteriores | Centrales | Posteriores |
| -------- | ---------- | --------- | ----------- |
| Cerradas | i          |           | u           |
| Medias   | e          |           | o           |
| Abiertas |            | a         |             |

Según Schanidse, el acento prosódico en georgiano antiguo recaía en la antepenúltima (tercera desde el final) sílaba de una palabra. Excepcionalmente, el acento recaía en la penúltima (segunda desde el final) sílaba si la palabra contenía la partícula interrogativa -Ⴀ (-a), por ejemplo ႫႭႥႨႣႠ (móvida, "él/ella/eso vino") pero ႫႭႥႨႣႠႠ (movidáa? "¿Vino él/ella/eso?").

## Morfosintaxis
Los verbos del georgiano antiguo son polisintéticos con incorporación nominal que aún era un proceso morfosintáctico activo; el objeto incorporado siempre precede a la cabeza.
adgil-i-p’q’r=a mun, sada i-q’=o, or dğe
lugar-PRV-destruir=3SG.SUBJ.AOR allí donde PRV-ser=3SG.SUBJ.AOR dos días
'él arrasó allí donde estuvo durante dos días'
vin aka s̆ina tawq'an-is-x-c=es ğ[mertma]n s̆e-i-c'q'al-e-n
quien.NOM aquí dentro venerar-GEN-3SG.OBJ-dar=3PL.SUBJ God-ERG PVB-PRV-bendición-SCV-NOM.PL
'Que Dios bendiga a quienquiera que adore aquí dentro [esta iglesia]'

## Escritura
El georgiano antiguo se escribía en su propio sistema alfabético, conocido como Asomtavruli "letras capitales" o Mrglovani "redondeadas". El alfabeto es casi perfectamente fonémico, mostrando una excelente "correspondencia" entre fonemas y grafemas. Está claramente modelado sobre el alfabeto griego, mostrando básicamente el mismo orden alfabético, con letras que representan fonemas no griegos agrupadas al final. Además de letras para casi todos los fonemas georgianos, el alfabeto también contiene tres letras que representan fonemas griegos no existentes en georgiano (ē, ü y ō). La mayoría de las letras parecen ser diseños completamente independientes, con solo algunas basadas directamente en sus contrapartes griegas (cf. griego Φ Θ Χ [pʰ tʰ kʰ], Asomtavruli Ⴔ Ⴇ Ⴕ).
| Griego          | Α | Β  | Γ | Δ | Ε | Ϝ   | Ζ  | Η  | Θ  | Ι  | Κ  | Λ   | Μ   | Ν  | (Ξ) | Ο | Π  | (Ϙ) | Ρ |
| Asomtavruli     | Ⴀ | Ⴁ  | Ⴂ | Ⴃ | Ⴄ | Ⴅ   | Ⴆ  | Ⴡ  | Ⴇ  | Ⴈ  | Ⴉ  | Ⴊ   | Ⴋ   | Ⴌ  | Ⴢ   | Ⴍ | Ⴎ  | Ⴏ   | Ⴐ |
| Transliteración | a | b  | g | d | e | v   | z  | ē  | t  | i  | k’ | l   | m   | n  | y   | o | p’ | zh  | r |
|                 |   |    |   |   |   |     |    |    |    |    |    |     |     |    |     |   |    |     |   |
| Griego          | Σ | Τ  | Υ | Φ | Χ | (Ψ) | –  | –  | –  | –  | –  | –   | –   | –  | –   | – | –  | Ω   |   |
| Asomtavruli     | Ⴑ | Ⴒ  | Ⴣ | Ⴔ | Ⴕ | Ⴖ   | Ⴗ  | Ⴘ  | Ⴙ  | Ⴚ  | Ⴛ  | Ⴜ   | Ⴝ   | Ⴞ  | Ⴤ   | Ⴟ | Ⴠ  | Ⴥ   |   |
| Transliteración | s | t’ | ü | p | k | gh  | q’ | sh | ch | ts | dz | ts’ | ch’ | kh | q   | j | h  | ō   |   |

## Ortografía
La ortografía del georgiano antiguo es bastante consistente, en el sentido de que la misma palabra generalmente se escribe de la misma manera en todas las instancias. La escritura es casi fonémica, con casi todos los fonemas representados exclusivamente por una sola letra. Las excepciones se describen a continuación.
Vocal u
La excepción más notable a la regla de que cada fonema se escribe con su propia letra es la vocal u, que se escribe consistentemente con el digrama ႭჃ ⟨oü⟩, por ejemplo ႮႭჃႰႨ ⟨p’oüri⟩ p’uri "pan". Este uso fue evidentemente adoptado de la ortografía griega, que escribe /u/ como ⟨ου⟩. En el posterior alfabeto Nuskhuri, el digrama original ⴍⴣ ⟨oü⟩ se fusionó en una sola letra ⴓ ⟨u⟩ (en el alfabeto Mkhedruli moderno უ). Se ideó entonces una contraparte correspondiente en Asomtavruli Ⴓ; esta letra no formaba parte del alfabeto original y no se usó en el período del georgiano antiguo.
Semivocal w
La semivocal w se escribe de dos maneras, dependiendo de su posición dentro de la palabra. Cuando ocurre directamente después de una consonante, se escribe con el digrama ႭჃ ⟨oü⟩, por ejemplo ႹႭჃႤႬ ⟨choüen⟩ chwen "nosotros", ႢႭჃႰႨႲႨ ⟨goürit’i⟩ gwrit’i "tórtola". El digrama ႭჃ ⟨oü⟩ representa tanto w como u, sin diferenciación en la escritura, por ejemplo ႵႭჃႧႨ ⟨khoüti⟩ khuti "cinco" vs. ႤႵႭჃႱႨ ⟨ekoüsi⟩ ekwsi "seis".
En todas las demás posiciones, w se escribe con la letra Ⴅ ⟨v⟩, por ejemplo ႧႭႥႪႨ ⟨tovli⟩ towli "nieve", ႥႤႪႨ ⟨veli⟩ weli "campo", ႩႠႰႠႥႨ ⟨k’aravi⟩ k’arawi "tienda".
Las dos grafías de w representan claramente una variación alofónica como la descrita para el georgiano moderno, entre [w] en posición postconsonántica y [ʋ] o [β] en otras posiciones. En la ortografía del georgiano moderno (estandarizada en 1879), tanto [w] como [ʋ/β] se escriben consistentemente con ვ ⟨v⟩, y ya se encuentran grafías con Ⴅ ⟨v⟩ en lugar del esperado ႭჃ ⟨oü⟩ en georgiano antiguo.
Semivocal y
La vocal inicial i- de un sufijo de caso se realiza como y- después de una vocal, y este y alofónico tiene su propia letra en el alfabeto, por ejemplo:
ႣႤႣႠჂ ႨႤႱႭჃჂႱႠ
⟨deday iesoüysa⟩
deda-y iesu-ysa
madre-NOM Jesús-GEN
"la madre de Jesús"
Las letras "griegas"
El alfabeto asomtavruli contiene tres letras que no son necesarias para escribir palabras nativas: Ⴡ ⟨ē⟩, Ⴣ ⟨ü⟩ y Ⴥ ⟨ō⟩. Estas se añadieron al alfabeto para permitir una transliteración letra por letra de nombres y préstamos griegos. De hecho, se usaban ocasionalmente para escribir las vocales griegas ē (ēta), ü (ypsilon) y ō (ōmega). Como estas vocales son ajenas al georgiano, se reemplazaban en la pronunciación real por ey, wi y ow respectivamente, como puede deducirse de antiguas variantes ortográficas y de formas modernas correspondientes. Por ejemplo, el griego Αἴγυπτος se escribe ႤႢჃႮႲႤ ⟨egüp’t’e⟩ egwip’t’e "Egipto" (cf. georgiano moderno ეგვიპტე egvip’t’e).
En palabras nativas, la letra Ⴥ ⟨ō⟩ se usaba principalmente para escribir la partícula vocativa, por ejemplo:
Ⴥ ႣႤႣႨႩႠႺႭ
⟨ō dedik’atso⟩
o dedik’atso
"¡oh mujer!"
Las letras Ⴡ ⟨ē⟩ y Ⴣ ⟨ü⟩, por otro lado, se usaban frecuentemente en la escritura de palabras nativas, como una forma abreviada de representar las secuencias ey y wi, por ejemplo ႫႤႴჁ ⟨mepē⟩ mepey "rey", ႶჃႬႭჂ ⟨ghünoy⟩ ghwinoy "vino". La ortografía puede así variar dentro de un paradigma, por ejemplo ႱႨႲႷႭჃႠჂ ⟨sit’q’oüay⟩ sit’q’wa-y "palabra" (caso nominativo) vs. ႱႨႲႷჃႱႠ ⟨sit’q’üsa⟩ sit’q’w-isa (genitivo). Sin embargo, las secuencias ey y wi también podían escribirse completas, por ejemplo ႫႤႴႤჂ ⟨mepey⟩ mepey, ႶႭჃႨႬႭჂ ⟨ghoüinoy⟩ ghwinoy "vino" (también ႶჃႨႬႭჂ ⟨ghüinoy⟩, una grafía mixta).